# Cours (Deux-Sèvres)
Cours è un comune francese di 540 abitanti situato nel dipartimento delle Deux-Sèvres nella regione della Nuova Aquitania.

## Società

### Evoluzione demografica
Abitanti censiti